# Cristóbal de Alfaro
Cristóbal de Alfaro (Nacido en 1540 en Logroño, La Rioja, España-Muerto en 1585 en Cartago, Costa Rica)  fue un conquistador español de Costa Rica. Llegó a Costa Rica procedente de Cartagena de Indias para unirse a las huestes de Pero Afán de Ribera.
Fue alcalde de la Santa Hermandad, factor y veedor del Cabildo de la ciudad de Cartago y regidor de ella. 
En el reparto de encomiendas de los indígenas efectuado  en 1569 por el gobernador Pero Afán de Ribera y Gómez, quien no tenía facultades legales para iniciar dicho reparto, le correspondieron las encomiendas de Xarixaba, de los pueblos de Aquiay hacia Atirro y de Istarú. Es sabido que el reparto de estas encomiendas se realizaba entre las personas que más se habían destacado en la conquista y pacificación de un territorio.
En 1577 también desempeñó el cargo de tesorero de la Real Hacienda de la provincia de Costa Rica.
Hacia 1575 se casó con Catalina Gutiérrez Jaramillo, hija legítima del conquistador Gómez Jaramillo y Magdalena Gutiérrez. Con ella tuvo tres hijos:
- María de Alfaro (1575-1632), esposa del alférez Cristóbal de Chávez.
- Gómez Jaramillo de Alfaro (n. 1577)
- Francisco de Alfaro (1580-1632), quien se casó con Catalina de Ortega (1595-1650).

Posiblemente también tuvo un hijo natural: Cristóbal García de Alfaro, quien se casó con Ana de los Ríos.
Hasta ahora se sigue buscando el árbol genealógico de los Alfaro